# Mátray Ernő

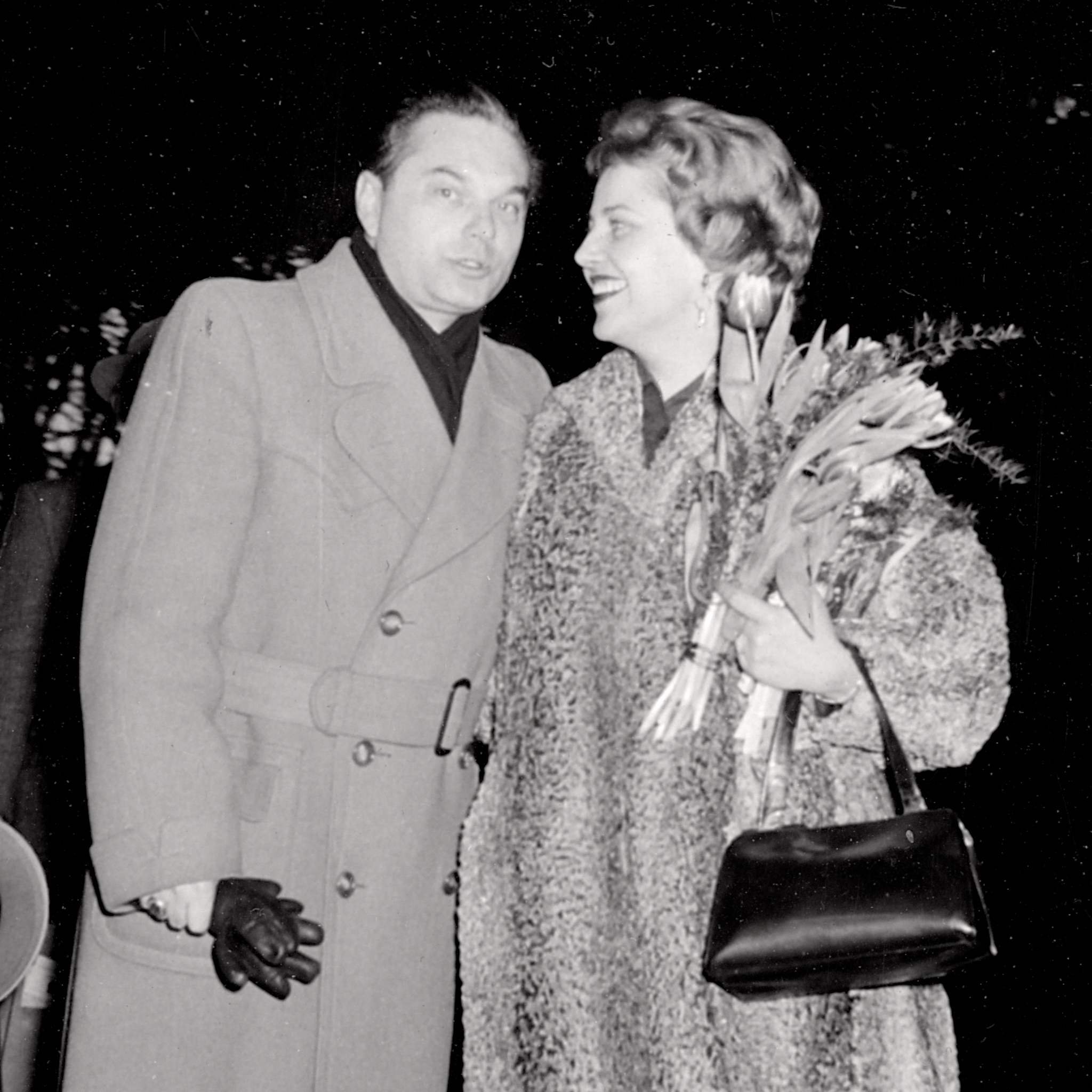
Mátray Ernő és Lonny Kellner a Musik, Musik und nur Musik című film (1955) bemutató-turnéja alkalmával

Mátray Ernő, külföldön Ernst Matray, 1928-ig Mechlovits (Budapest, 1891. május 27. – Los Angeles, 1978. november 12.) magyar táncművész, koreográfus, színész, forgatókönyvíró, filmrendező. 

## Élete
Mechlovits Ferenc (József) kereskedő és Szieblath Mária fia. 1907-ben Max Reinhardt Budapesten járt vendégszereplésen társulatával, s ekkor fedezte fel őt mint táncost. Ezt követően leszerződött a berlini Deutsches Theaterhez. Itt különös neki írt bizarr szerepekben hívta fel magára a figyelmet. Az 1908-ban bemutatott Sumurunban egy púpost, az 1911-es Das Mirakelben egy dalnokot formált meg. A színházban mint színész, táncos, pantomimes és koreográfus dolgozott. 
Max Reinhardt filmadaptációiban már korán kamera elé állhatott, és az első világháború alatt többször volt látható groteszk táncosként filmkomédiákban. Néhány alkalommal saját magát  rendezte. Az 1914/1915-ös évek fordulóján Ernst Lubitschcsal közösen megalapította a „Malu-Film”-et. Az első feleségével, Greta Schröderrel együtt, akit 1913-ban Budapesten vett nőül, forgatókönyvírással foglalkozott. 
1922-ben átvette a Nemzetközi Pantomim Társaság művészeti irányítását. Társulatával turnézott bel- és külföldön is. 1924-ben elvált első feleségétől, aki később Paul Wegener felesége lett. 1927-ben nőül vette Maria Solveg színésznőt, akivel évekig koreográfiák készítésén dolgozott. 
Miután a Matray-Balett 1933 végén utoljára fellépett az Ufa-Palast am Zooban, a házaspár Anglián keresztül az Egyesült Államokba emigrált. A házaspár itt koreográfiákat készített revücsoportok számára. 1939-től – Wilhelm Dieterle és Reinhold Schünzel közbenjárásának köszönhetően – mindketten készíthettek koreográfiákat hollywoodi filmekhez. Az Adventure in Music című film társrendezője volt. 
1953-ban Zürichben telepedett le. A Deutschen Schauspielhausban színpadra vitte Molière Dandin György, avagy a megcsúfolt férj és Offenbach Párizsi élet című művét, s koreográfusként dolgozott a tévében. 
1955-ben szakított második feleségével, és visszatért az Egyesült Államokba. 1962-ben, válását követően feleségül vette az amerikai Elisabeth McKinley-t. Utolsó éveiben festőművészettel foglalkozott. 

## Filmográfia

### Színész
- 1912: Das Mirakel
- 1913: Tangofieber
- 1913: A boldogok szigete (Die Insel der Seligen)
- 1914: Szerelmi barométer (Das Liebesbarometer)
- 1914: Eine venezianische Nacht
- 1914: Die Erbtante
- 1915: Zucker und Zimt (forgatókönyvíró és producer)
- 1915: Die Direktion verlobt sich
- 1915: Die bösen Buben
- 1915: Eine Lausbubengeschichte
- 1915: Bábjáték (Marionetten) (forgatókönyvíró is)
- 1915: Ördögfiók (Teufelchen) (rendező is)
- 1915: Die Goldfelder von Jacksonville
- 1917: Hilde Warren und der Tod
- 1918: Ticky-Tacky
- 1920: Weltbrand
- 1920: O du Quetschfalte meines Herzens
- 1921: Kameraden
- 1922: Bölcs Náthán (Nathan der Weise)
- 1924: Die wunderlichen Geschichten des Theodor Huber

### Koreográfus
- 1930: Dolly karriert csinál (Dolly macht Karriere)
- 1936: La vie parisienne (Pariser Leben)
- 1939: Balalajka (Balalaika)
- 1939: A Notre Dame-i toronyőr (The Hunchback of Notre Dame)
- 1940: Waterloo Bridge
- 1940: Büszkeség és balítélet (Pride and Prejudice)
- 1941: A szerető két arca (A Woman's Face)
- 1941: Ördög az emberben (Dr. Jekyll and Mr. Hyde)
- 1942: Hét szerelmes kislány (Seven Sweethearts)
- 1942: Gefundene Jahre (Random Harvest)
- 1943: The Human Comedy
- 1943: Bemutatjuk Lily Marst (Presenting Lily Mars)
- 1944: Step Lively
- 1945: Delightfully Dangerous
- 1947: The Private Affairs of Bel Ami
- 1954: Fräulein vom Amt

### Rendező
- 1916: Az Operaház fantomja (Das Phantom der Oper)
- 1916: Ramara
- 1916: Schloss Phantom
- 1944: Adventure in Music
- 1955: Abschiedvorstellung
- 1955: Musik, Musik und nur Musik

## Fordítás
Ez a szócikk részben vagy egészben  az   Ernst Matray című német Wikipédia-szócikk ezen változatának fordításán alapul.  Az eredeti cikk szerkesztőit annak laptörténete sorolja fel. Ez a jelzés csupán a megfogalmazás eredetét és a szerzői jogokat jelzi, nem szolgál a cikkben szereplő információk forrásmegjelöléseként.